# کلنل فضل‌الله خان
فضل‌الله خان آق‌اولی (زاده ۱۲۶۵ - درگذشته ۱ فروردین ۱۲۹۹) از افسران ژاندارمری در اواخر دوره قاجاریه بود.
وی فرزند امان‌الله خان طبیب و نوه دختری دکتر باقرخان سیاح سپانلو (پزشک مظفرالدین‌شاه) بود. پس از تحصیلات مقدماتی به فرانسه رفت. در زمان مستشاری شوستر وارد خدمت در ژاندارمری کل کشور شد. با شروع جنگ جهانی اول و رفتن افسران سوئدی کلنل آق اولی مامور خدمت در ژاندارمری یزد گردید و مدتی در استانهای دیگر از جمله مازندارن به خدمت مشغول گردید. در سال ۱۲۹۸ یک هیأت چهارده نفری از سوی دولت ایران مامور شد تا در کمیسیون نظامی قرارداد ۱۹۱۹ شرکت جسته و مطابق ماده سوم قرارداد عده و تعداد ضرورت صاحب‌منصبان و ذخائر و مهمات لازم جهت تشکیل قوه متحدالشکل را بررسی و تعیین نماید. کلنل فضل الله خان یکی از اعضای ایرانی این کمیسیون بود.

## درگذشت
روزنامه رعد به صاحب امتیازی سیدضیاءالدین در شماره ۱۱ حمل (فروردین ماه) ۱۲۹۹ خبر خودکشی فضل‌الله خان را چنین منعکس کرده‌است:
کلنل فضل‌الله خان روز یکشنبه اول فروردین ماه در منزل کلنل منوچهرخان دعوت داشتند و پس از صرف ناهار و بازگشت به منزل به اندرون خودشان رفته خانواده خود را ملاقات و مبلغی بعنوان عیدی به آنها داده و آنها را از اتاق خارج می‌نمایند و در این موقع که یک ساعت و نیم از ظهر گذشته بود برونینگ را پشت گوش خود گذارده گلوله را خالی و از طرف چپ صورت خارج شده فوراً دارفانی را وداع می‌گویند.
شایع شد که فضل‌الله خان از انعقاد قرارداد ۱۹۱۹ ناراضی بود و تحمل نمی‌کرد که افسران ایرانی زیر دست افسران انگلیسی باشند. این بود که در روز یکم فروردین ۱۲۹۹ به جای حضور در مراسم سلام شاه و پس از نگارش نامه‌ای خودکشی کرد. انتحار کلنل فضل الله خان در آن روزها موجب سر و صدای زیادی شد و در بهم خوردن قرارداد نقش زیادی داشت . از سوی دیگر گفته شده که انگیزه واقعی خودکشی کلنل فضل‌الله خان هرگز روشن نشده و با توجه به مخالفت گسترده و فزاینده‌ای که با قرارداد ۱۹۱۹ وجود داشت، باور عموم بر آن قرار گرفت که کلنل فضل‌الله خان در مخالفت با شرایط قرارداد و در اثر فشار اجانب و پرخاش وزیر جنگ خودکشی کرده است.